# ریسترک پلایا

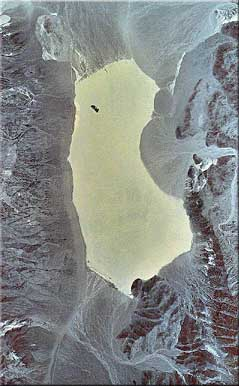
ریسترک پلایا.

ریسترک پلایا (به انگلیسی: Racetrack Playa) دریاچه‌ای خشک است واقع در شمال غربی صحرای دث ولی یا دره مرگ. طول این ناحیه ۴٫۵ کیلومتر و عرض آن ۲ کیلومتر است و ۱۱۳۰ متر بالاتر از سطح دریا قرار دارد. این ناحیه بسیار هموار بوده و تفاوت ارتفاع بین قسمت‌های شمالی و جنوبی ان تنها ۴ سانتیمتر می‌باشد. شهرت ریسترک پلایا بیشتر بخاطر پدیدهٔ اسرار امیز سنگ‌های روان است.